# Tárkány
Tárkány là một thị trấn thuộc hạt Komárom-Esztergom, Hungary. Thị trấn này có diện tích 64,98 km², dân số năm 2010 là 1592 người, mật độ 24 người/km².